# Зайві люди
«Зайві люди» — соціально-психологічний тип героїв (протагоністів) російської літератури першої половини XIX ст.
Назва «зайва людина» закріпилося за типом розчарованого російського дворянина після публікації в 1850 році повісті Тургенєва «Щоденник зайвої людини». Найбільш ранні і класичні приклади — Євгеній Онєгін, герой О. С. Пушкіна, Печорін, герой М. Ю. Лермонтова, — сягають байронічного героя епохи романтизму («Чайльд Гарольдова мандрівка»), до Рене, героя Шатобріана, та Адольфа, героя Б. Констана.
Зайва людина, хоч і належить до вищих класів суспільства, відчужена від дворянського стану, зневажає чиновництво, але, не маючи перспективи іншої самореалізації, зазвичай проводить час за світськими розвагами. Такий стиль життя не в змозі полегшити його нудьгу, що призводить до дуелів, азартних ігор та іншої саморуйнівної поведінки. До типових рис зайвої людини відносяться «душевна втома, глибокий скептицизм, розлад між словом і ділом і, як правило, громадська пасивність».